# Martin Ádám
Martin Ádám (Budapest, 6 de noviembre de 1994) es un futbolista húngaro que juega en la demarcación de delantero para el Paksi F. C. de la Nemzeti Bajnokság I.

## Selección nacional
Tras jugar en varias categorías inferiores de la selección, finalmente hizo su debut con Hungría el 24 de marzo de 2022. Lo hizo en un partido amistoso contra Serbia que finalizó con un resultado de 0-1 a favor del combinado serbio tras el autogol de Zsolt Nagy.

### Participaciones en Eurocopas
| Copa          | Sede     | Resultado    | Partidos | Goles |
| ------------- | -------- | ------------ | -------- | ----- |
| Eurocopa 2024 | Alemania | Primera fase | 3        | 0     |

### Goles internacionales
| # | Fecha                   | Estadio                                        | Oponente | Gol | Resultado | Competición                         |
| - | ----------------------- | ---------------------------------------------- | -------- | --- | --------- | ----------------------------------- |
| 1 | 23 de marzo de 2023     | Puskás Aréna, Budapest, Hungría                | Estonia  | 1-0 | 1-0       | Amistoso                            |
| 2 | 27 de marzo de 2023     | Puskás Aréna, Budapest, Hungría                | Bulgaria | 3-0 | 3-0       | Clasificación para la Eurocopa 2024 |
| 3 | 16 de noviembre de 2023 | Estadio Nacional Vasil Levski, Sofía, Bulgaria | Bulgaria | 0-1 | 2-2       | Clasificación para la Eurocopa 2024 |

## Clubes
| Club                  | País          | Año       | Partidos | Goles |
| --------------------- | ------------- | --------- | -------- | ----- |
| Vasas SC              | Hungría       | 2012-2019 | 163      | 29    |
| Kaposvári Rákóczi FC  | Hungría       | 2019-2020 | 46       | 14    |
| Paksi F. C.           | Hungría       | 2020-2022 | 66       | 39    |
| Ulsan Hyundai F. C.   | Corea del Sur | 2022-2024 | 67       | 24    |
| Asteras Trípoli F. C. | Grecia        | 2024      | 9        | 2     |
| Paksi F. C.           | Hungría       | 2025-     | 12       | 2     |

## Palmarés

### Títulos nacionales
| Título          | Club                | País          | Año  |
| --------------- | ------------------- | ------------- | ---- |
| K League 1      | Ulsan Hyundai F. C. | Corea del Sur | 2022 |
| K League 1      | Ulsan Hyundai F. C. | Corea del Sur | 2023 |
| Copa de Hungría | Paksi F. C.         | Hungría       | 2025 |